# Charlie Adler
Charles Michael "Charlie" Adler (Paterson, Nueva Jersey; 2 de octubre de 1956) es un prolífico actor de voz y director de doblaje estadounidense.

## Primeros años
Adler nació en Paterson, New Jersey el 2 de octubre de 1956. A mediados de los 60, su familia se mudó a Nanuet, Condado de Rockland, Nueva York y más tarde a Massachusetts. A Charlie se le apodó "Beanie" debido a que siempre llevaba un gorro Beanie. Su hermana Cheryl Adler es psicoterapeuta, y autora del libro Universidad Serena. Con el tiempo, Adler se convirtió en un "adicto a la TV", y se convirtió en un gran seguidor de Tres Stooges, Pedregoso y Bullwinkle, e Irene Ryan Granny Moisés del Beverly Hillbillies.

## Carrera
El primer trabajo como actor profesional de Adler fue en un anuncio publicitario en 1971. Después, dejó de actuar. Durante este tiempo Adler trabajó de camarero, conserje, repartidor de periódicos, pintor, maestro de recuperación de la lectura y vigilante para una iglesia episcopal.
En 1984 y 1985, protagonizó Torch Song Trilogy, en el papel de Arnold Beckoff, por el cual fue nominado en Nueva York al premio Helen Hayes al mejor actor de 1985. Posteriormente se mudó a California en 1986.
El primer papel de Adler en el mundo de la animación se grabó en Nueva York, doblando a Spike en Rescate en Castillo de Medianoche.
En 1985, después de convencer al jefe de la agencia Abrams, Rubaloff and Lawrence para hacer un casting para su departamento de doblaje, Adler fue a un casting privado para Ginny McSwain y Arlene Thornton. Un agente le había recomendado delante de ellos y le presentó como el próximo "Frank Welker". McSwain recuerda que "les impresionó mucho" pero Adler señala que inicialmente no tuvieron ningún interés en él. Sin ninguna demo previa, llegaron a un acuerdo con él para grabar una audición. Adler improvisó personajes en el acto durante la grabación, lo que impresionó tanto a McSwain como a Thornton. Esto le hizo sentirse tan avergonzado, que actuó de espaldas a ellos y con su cara oculta por un sombrero y unas gafas de sol.
Su carrera como actor de doblaje despegó. Adler consiguió los papeles de Nat Smurfling en la cuarta temporada de The Smurfs, Rowdy Roddy Pipper en Hulk Hogan's Rock 'n' Wrestling, Silverbolt in The Transformers and Eric Raymond, Techrat and Zipper in Jem.
Después de interpretar a Ralph / Rita en The Redd Foxx Show, expresó su insatisfacción por trabajar en series de televisión. En una entrevista para The Magic behing the Voices, Adler comentó su experiencia: «Te pasas la vida entera pensando, "Dios, quiero aparecer en una serie de televisión y tener un hueco permanente". "Lo conseguí y descubrí que no era lo que quería hacer». Y entonces es cuando el mundo de la animación "le atrapó".
Se convirtió en alguien muy activo en sus papeles de animación, entre los cuales representó a Spike en Mi Pequeño Pony, Low-Light en G.I. Joe, Mr. O'Greasy en A Pup named Scooby-Doo, Deputy Fuzz y Tex Hex en Bravestarr, Cavey, Jr. en The Flintstone Kids, Pinky Dalton en The good, the bad and Huckleberry hound, Quark y Zappy en Rockin' con Judy Jetson, el Hamburglar en unos cuantos anuncios de McDonald, Perro Loco, Hacksaw, y Howard Enorme en TaleSpin, Dripple en Tom & Jerry Kids y el oso de Perú más oscuro en la versión Hanna-Barbera de Paddington Oso.
En 1990, Adler prestó su voz a Buster Bunny en Tiny Toon Adventures El productor del show, Tom Ruegger, recuerda que él y el director de voz Andrea Romano pidieron con insistencia a Steven Spielberg que contratase a Adler porque dotaba de una gran energía a Buster. Durante la tercera temporada de la serie en 1992, Adler desapareció abruptamente de la misma tras disputas con los productores. Adler estaba furioso por no haber recibido un papel protagonista en la serie sucesora de los Tiny Toons, Animaniacs, algo que sí consiguieron otros actores con papeles menos importantes. John Kassir fue el encargado de sustituir a Adler como la voz de Buster al final de la tercera temporada.
En 1993, Adler interpretótó a Chance "T-Bone" Furlong en SWAT Kats: El Escuadrón Radical, Bill en The Terrible Thunderlizards, Ickis en Aaahh!!! Real Monsters, Ed Bighead, Bev Bighead, y otros personajes en Rocko's Modern Life, Stalker Slaughter en Capitán Planeta y los planetarios y Screwball Ardilla repitiendo su papel de Dripple en Droopy, Master Detective.
En 1995, puso voz a varios personajes en episodios de What a Cartoon! como "Gramps", "Awfully Lucky", "Yoink! of the Yukon" y "No Smoking". En este último, hizo de Cow, Chicken y el Tío de Rojo. "No Smoking" fue un episodio piloto creado por David Feiss, al que se dio luz verde para ser una serie en 1997 con Adler a bordo para repetir sus personajes, que ahora incluían uno nuevo, I.R. Baboon, para una nueva serie de cortos llamados I am Weasel dentro de la serie. Cow and Chicken estuvo en antena desde 1997 a 1999, recibió múltiples premios y nominaciones, incluyendo un Premio Annie por su espectacular papel poniéndole voz a Cow. Más tarde, I am Weasel recibió la luz verde para tener su propia serie, en la que continuó su papel como I.R Baboon.
Su carrera como director de voz, comenzó a finales de los 90 con Rugrats y continuó con otras franquicias de Klasky Csupo. Adler desde entonces ha dirigido The Wild Thornberrys, All Grown Up, The Marvelous Misadventures of Flapjack, The Replacements y muchas más.
Adler también puso voz al Dr. Pavo Real en los anuncios de Froot Loops, a Patrick Winks y Mr. Hornsby en Jakers! Las Aventuras de Piggley Winks, a SAVO en Danger Rangers y al señor Whiskers en Brandy & Señor Whiskers.
En 2002, Adler, con ayuda de David Feiss y Michael Ryan, dirigió su propio cortometraje No Prom for Cindy, una dramedia adolescente sobre una chica de instituto (interpretada por el mismo Adler) que teme ser lesbiana después de besar a su mejor amiga y negarse a salir con el chico que la pidió ir al baile de graduación.
En 2007, puso voz a Starscream en la saga de películas Transformers de Michael Bay, tras haberlo hecho con los personajes de Silverbolt y Triggerhappy en la primera entrega de la saga. Al igual que Chris Latta puso voz a Starscream y al Comandante Cobra en los Cartoons de Sunbow, Adler puso su voz al Comandante Cobra en G.I. Joe: Resolute y G.I. Joe: Renegados.
Sus trabajos más recientes son haber sido director de voz en Nickelodeon Blaze y las Máquinas Monstruosas, Wabbit, y la película Norm of the North (2016).

## Trabajo de equipo
- Tiny Toon Adventures - Guionista (1 episodio)
- Rugrats - Dirección de doblaje (78 episodios)
- Todd McFarlane's Spawn - Dirección de doblaje
- The Wacky Adventures of Ronald McDonald - Dirección de doblaje (6 episodios)
- The Wild Thornberrys - Dirección de doblaje (91 episodios y el piloto)
- Stressed Eric - Dirección de doblaje (13 episodios)
- The Rugrats Movie - Dirección de doblaje
- 100 Deeds For Eddie McDowd - Dirección de doblaje
- The Brothers Flub - Dirección de doblaje
- Rocket Power - Dirección de doblaje (71 episodios)
- Rugrats in Paris - Dirección de doblaje
- As Told By Ginger - Dirección de doblaje (60 episodios y el piloto)
- Jimmy Neutron: Boy Genius - Dirección de doblaje
- The Wild Thornberrys Movie - Dirección de doblaje
- No Prom for Cindy - Director y guionista
- Rugrats Go Wild! - Dirección de doblaje
- All Grown Up - Dirección de doblaje (55 episodios)
- Stripperella - Dirección de doblaje (13 episodios)
- The Buzz on Maggie - Dirección del casting y de doblaje
- The Happy Elf - Dirección del casting y de doblaje
- Bratz - Dirección del casting y de doblaje
- Bratz: Rock Angelz – Dirección del casting y de doblaje
- Bratz: Genie Magic – Dirección del casting y de doblaje
- Bratz: Passion 4 Fashion Diamondz – Dirección del casting y de doblaje
- Holly Hobbie and Friends: Christmas Wishes - Dirección de doblaje
- Me, Eloise - Dirección del casting y de doblaje
- Las nuevas locuras del emperador - Dirección del casting y de doblaje (31 episodios)
- Los Sustitutos - Dirección del casting y de doblaje (52 episodios)
- Phineas y Ferb - Dirección de doblaje (1 episodio)
- The Blue Elephant – Dirección de doblaje (U.S. dub)
- Dead Space: Downfall - Dirección de doblaje
- The Nutty Professor - Dirección de doblaje
- Immigrants - Dirección de doblaje
- The Marvelous Misadventures of Flapjack - Dirección del casting y de doblaje (26 episodios)
- Dante's Inferno: An Animated Epic - Dirección de doblaje
- Marvel Super Hero Squad: The Infinity Gauntlet - Dirección de doblaje
- Marvel Super Hero Squad: Comic Combat - Dirección de doblaje
- Johnny Bravo Goes to Bollywood - Dirección del casting y de doblaje
- Bubble Guppies - Dirección de doblaje
- Sabrina: Secrets of a Teenage Witch - Dirección de doblaje
- Wabbit - Dirección del casting y de doblaje
- Top Cat Begins - Dirección de doblaje

## ComoBuster Bunny
- Tiny Toons (1.ª-3.ª)
- Tiny Toons: Cómo pasé mis vacaciones

## Filmografía

### Película
| Año  | Título                                                                    | Personaje                                                                               | Observaciones                      |
| ---- | ------------------------------------------------------------------------- | --------------------------------------------------------------------------------------- | ---------------------------------- |
| 2016 | El Secreto de Vida                                                        | Mate                                                                                    |                                    |
| 2013 | Khumba                                                                    | Perro salvaje/Dassie Dirigente                                                          |                                    |
| 2011 | Transformadores: El Paseo - 3D                                            | Starscream                                                                              |                                    |
| 2011 | Transformadores: Oscuridad de la Luna                                     | Starscream                                                                              |                                    |
| 2010 | El cuento de una Tortuga: las aventuras de Sammy                          | Esbelto                                                                                 |                                    |
| 2009 | El Mundo Mordaz de El Superbeasto                                         | Krongarr/Mooney McMoon/Cantante albino                                                  |                                    |
| 2009 | G.Yo. Joe: Resolute                                                       | Cobra Sílex/de comandante/Gung-Ho/Acosador Maestro/Duro                                 |                                    |
| 2009 | Transformadores: Venganza del Caído                                       | Starscream                                                                              |                                    |
| 2008 | WALL·E                                                                    | HAN-S El masaje bot                                                                     |                                    |
| 2007 | Transformers                                                              | Starscream                                                                              |                                    |
| 2006 | Bratz: Pasión 4 Moda - Diamondz                                           | Papá grande                                                                             | Directa a vídeo                    |
| 2005 | El Elfo Feliz                                                             | Proctor                                                                                 | Directa a vídeo                    |
| 2005 | Stuart Poco 3: Llamada del Salvaje                                        | Castor                                                                                  | Directa a vídeo                    |
| 2005 | Tom y Jerry: El Rápido y el Furry                                         | Grammy                                                                                  | Directa a vídeo                    |
| 2003 | La web de Charlotte 2: Wilbur Aventura Grande                             | Templeton/Lurvy                                                                         | Directa a vídeo                    |
| 2003 | El Wacky Aventuras de Ronald McDonald: La Leyenda de McDonald-Tierra Loch | Hamburglar                                                                              | Cortometraje                       |
| 2002 | El Wacky Aventuras de Ronald McDonald: Tiene Tiempo, Viajará              | Hamburglar                                                                              | Cortometraje                       |
| 2002 | El Wacky Aventuras de Ronald McDonald: Mundo de Cumpleaños                | Hamburglar/McNugget #3                                                                  | Cortometraje                       |
| 2000 | Rugrats En París: La Película                                             | Inspector                                                                               |                                    |
| 1999 | El Wacky Aventuras de Ronald McDonald: Los Visitantes de Espacio Exterior | Hamburglar/McNugget #3                                                                  | Cortometraje                       |
| 1999 | El Wacky Aventuras de Ronald McDonald: La Leyenda de Isla de Mueca        | Hamburglar/McNugget #3                                                                  | Cortometraje                       |
| 1998 | The Rugrats Movie                                                         | Conductor de Unión Express                                                              |                                    |
| 1998 | El Wacky Aventuras de Ronald McDonald: Asustado Tonto                     | Hamburglar/McNugget #3/McSplorer                                                        | Cortometraje                       |
| 1998 | Rusty: El cuento de un Perro                                              | Agente la Culebra                                                                       |                                    |
| 1996 | Siegfried & Roy: Maestros del Imposibles                                  | Loki                                                                                    | Directa a vídeo                    |
| 1996 | El Flintstones Navidad en Bedrock                                         | Voces adicionales                                                                       | Cortometraje                       |
| 1994 | El Aguanta Quién Salvó Navidad                                            | Christopher y Bobby Bucktooth                                                           | Cortometraje                       |
| 1994 | Scooby-Doo! En Noches árabes                                              | Guardia/de capitán                                                                      | Película de televisión             |
| 1993 | Hollyrock-Un-Adiós Criatura                                               | Pedregoso                                                                               | Película de televisión             |
| 1993 | Once Upon a Forest                                                        | Waggs, la ardilla                                                                       |                                    |
| 1992 | Aladdin                                                                   | Gazeem/Omar, El Mercader de Fruto seco/de Mercader de Melón                             |                                    |
| 1992 | Cool World                                                                | Uñas                                                                                    |                                    |
| 1992 | Tiny Toons: Cómo pasé mis vacaciones                                      | Buster Bunny                                                                            | Directa a vídeo                    |
| 1990 | The Rescuers Down Under                                                   | Voces adicionales                                                                       |                                    |
| 1990 | El príncipe y el mendigo                                                  | Conductor de Cerdo/de Guardias de comadreja/Campesinos                                  | Cortometraje                       |
| 1990 | DuckTales La Película: Tesoro de la Lámpara Perdida                       | Árabe                                                                                   |                                    |
| 1990 | Rodillo Coaster Conejo                                                    | Carnaval Barker                                                                         | Teatral corto y uncredited función |
| 1989 | Asterix Y la Lucha Grande (película)                                      | Voces adicionales (americanos bautizar)                                                 |                                    |
| 1989 | La sirenita                                                               | Voces adicionales                                                                       |                                    |
| 1989 | Academia policial 6: Ciudad bajo asedio                                   | El Cerebro                                                                              | No acreditado                      |
| 1988 | BraveStarr: La Película                                                   | Diputado Fuzz/Tex Hex                                                                   |                                    |
| 1988 | El Bueno, el Malo y Huckleberry Hound                                     | Pinky Televisión/de Cerdo/del Dalton Announcer de Mordió-2 Voces/Adicionales Noticiosas | Película de televisión             |
| 1988 | Rockin' Con Judy Jetson                                                   | Quark/Zappy                                                                             | Película de televisión             |
| 1987 | El Chipmunk Aventura                                                      | Voces adicionales                                                                       |                                    |
| 1987 | G.Y. Joe: La Película                                                     | Luz baja                                                                                | Directa a vídeo                    |
| 1986 | Mi Poco Poney: El Fin de Flutter Valle                                    | Espiga                                                                                  | Directa a vídeo                    |
| 1986 | Mi Poco Poney: La Película                                                | Criatura/de Bosque de la espiga                                                         |                                    |
| 1985 | Arco iris Brite & la Estrella Stealer                                     | Popo                                                                                    |                                    |

### Televisión
| Año           | Título                                        | Personaje | Observaciones |
| ------------- | --------------------------------------------- | --- | --- |
| 2016          | Kulipari: An Army of Frogs                    | Comandante Pigo | Serie de Netflix |
| 2016          | The Lion Guard                                | Mjomba | "Too Many Termites" |
| 2015          | The Awesomes                                  | Voces adicionales | |
| 2014          | Blaze and the Monster Machines                | Dame | |
| 2013–presente | Marvel's Avengers Assemble                    | M.O.D.O.K. | Protagonista |
| 2014          | The Tom and Jerry Show                        | Polly's Owner | "One of a Kind" |
| 2012–2014     | Ben 10: Omniverse                             | Hokestar Cow Chicken Proctor Sevantis Collectimus                                                                                     | Personajes recurrentes |
| 2014          | Shelf Life                                    | Butch Soldier | (1 episodio) "Big Fat Gay Wedding" |
| 2013          | Phineas & Ferb                                | M.O.D.O.K. | "Mission Marvel" |
| 2013          | Bubble Guppies                                | Sir Nonny the Nice! | |
| 2010–2012     | Hero Factory                                  | Corroder/Toxic Reapa/Chief Drax | (5 episodios) |
| 2009–2011     | The Super Hero Squad Show                     | Dr. Doom Sabretooth Melter Wrecker Cynthia von Doom Captain Britain Super-Skrull Phil Seldon                                          | Protagonista Recurring role "O, Captain, My Captain!" "If This Be My Thanos!" "This Al Dente Earth!"                                                                                   |
| 2010–2011     | G.I. Joe: Renegades                           | Cobra Commander/Adam DeCobray Buzzer                                                                                                  | Protagonista "The Enemy of My Enemy" |
| 2010          | LEGO Hero Factory: Rise of the Rookies        | Corroder/Chief Drax | |
| 2006–2009     | The Replacements                              | Prime Minister Ricobo | (2 episodios) "Irreplaceable", "Running from Office" |
| 2008–2009     | Wolverine & the X-Men                         | Mojo/Captain Gruber/The Reavers | (2 episodios) "Hunting Grounds", "X-Calibre" |
| 2007–2008     | Random!Cartoons                               | Finster #2/Evil Leader/Bossy LeCow/Raging Bullfrog                                                                                    | (2 episodios) "The Finster Finster Show!", "Dr. Froyd's Funny Farm" |
| 2008          | Wizards of Waverly Place                      | Report Card | (1 episodio) "Report Card" |
| 2008          | The Emperor's New School                      | Voces adicionales | (1 episodio) "Guaka Rules" |
| 2005–2007     | Loonatics Unleashed                           | Optimatus | (5 episodios) "In Search of Tweetums", "The Fall of Blanc", "Acmegeddon: Part 1" "Acmegeddon: Part 2", "The Comet Cometh"                                                              |
| 2007          | El Tigre: The Adventures of Manny Rivera      | Mano Negra | (1 episodio) "Clash of the Titan/Eye Caramba" |
| 2004–2006     | Brandy & Mr. Whiskers                         | Mr. Whiskers | Protagonista; 77 episodios |
| 2005–2006     | Danger Rangers                                | S.A.V.O. | Personaje recurrente; 8 episodios |
| 2006          | Shuriken School                               | Principal de Shuriken Vladimir Tetsuo Principal de Katana Señora de la limpieza                                                       | Protagonistas |
| 1997–2006     | Space Goofs                                   | Candy Caramella | Protagonista; 111 episodios |
| 2003–2006     | Jakers!The Adventures of Piggley Winks        | Patrick Winks/Mr. Hornsby | Protagonistas; 39 episodios |
| 2004–2005     | The Adventures of Jimmy Neutron: Boy Genius   | Junkman | (2 episodios) "The League of Villains", "The Junkman Cometh" |
| 2002–2005     | The Grim Adventures of Billy & Mandy          | Lubbermouth/Snowman | (2 episodios) "Happy Huggy Stuffy Bears/Secret Decoder Ring", "Big Trouble in Billy's Basement/Christmas Con Carne/Tickle Me Mandy"                                                    |
| 2005          | Pet Alien                                     | Dinko Flip | Protagonistas |
| 2003–2004     | Ozzy & Drix                                   | General Malaise/Dr. Hammertoe/Abglobtus Goop                                                                                          | (3 episodios) "Cavities", "A Growing Cell", "Sugar Shock" |
| 2001          | The Oblongs                                   | Executive #1 | (1 episodio); "My Name is Robbie" |
| 1999–2001     | Rugrats                                       | Dr. Spooky/Ickis | (2 episodios); "All Growed Up", "Ghost Story/Chuckie's Complaint" |
| 2001          | The Rugrats: All Grown Up                     | Científico loco de serie B] | Telefilm |
| 2000          | 100 Deeds for Eddie McDowd                    | The Dogfather | (1 episodio) "Big Dog" |
| 2000          | The Wild Thornberrys                          | Wrestles | (1 episodio); "Horse Sense" |
| 2000          | Cartoon Cartoon Fridays                       | Chicken/Cow/Red Guy/I.R. Baboon | |
| 2000          | Rocket Power                                  | Blimp Announcer | |
| 1999          | Johnny Bravo                                  | Director | "A Star Is Bruised" |
| 1997–1998     | Spawn                                         | Voces adicionales | (6 episodios) |
| 1997–2000     | I Am Weasel                                   | I.R. Baboon Red Guy Cow/Chicken | Protagonista Main role Personajes recurrentes |
| 1997–1999     | Cow and Chicken                               | Cow Chicken Red Guy Cousin Boneless Chicken                                                                                           | Main role Main role Recurring role |
| 1999          | Hey Arnold!                                   | Anunciador en televisión | (1 episodio); "Love & Cheese/Weighing Harold" |
| 1999          | King Crab: Space Crustacean                   | Ward Zesty Relish/Alien | Cortometraje |
| 1998–1999     | Mad Jack the Pirate                           | Mrs. Grunion Varios personajes | (13 episodios) |
| 1995–1999     | Timon & Pumbaa                                | Varios personajes | (9 episodios) |
| 1998          | Toonsylvania                                  | Varios personajes | (14 episodios) |
| 1998          | The Secret Files of the Spy Dogs              | Voces adicionales | |
| 1997          | Channel Umptee-3                              | Voces adicionales | |
| 1994–1997     | Aaahh!!!Real Monsters                         | Ickis | Protagonista |
| 1997          | Men in Black: The Series                      | (1 episodio); "The Buzzard Syndrome"                                                                                                  | |
| 1997          | Extreme Ghostbusters                          | (1 episodio); "The Unseen" | |
| 1997          | Spicy City                                    | Additional Voices/ZBig/Rocco | (3 episodios); "Raven's Revenge", "Tears of a Clone", "Mano's Hands" |
| 1995–1997     | The Cartoon Cartoon Show                      | Capitán Cow/Chicken/Red Guy Mortiche Alien Doctor Swamp                                                                               | "Yoink of the Yukon" "No Smoking!" "Hillbilly Blue" "Gramps" "Awfully Lucky" "Swamp and Tad: Mission Imfrogable"                                                                       |
| 1997          | Adventures from the Book of Virtues           | Swindler/Child | (1 episodio); "Humility" |
| 1992–1997     | Eek! the Cat                                  | Spat/Bill/Biff | personaje recurrente; 31 episodios |
| 1996          | Jungle Cubs                                   | Ned | personaje recurrente; 3 episodios |
| 1995–1996     | What-a-Mess                                   | Voces adicionales | |
| 1995–1996     | Earthworm Jim                                 | Profesor Monkey-For-A-Head | Personaje recurrente; 17 episodios |
| 1996          | The Tick                                      | Sarcastro | "The Tick vs Education" |
| 1993–1996     | Rocko's Modern Life                           | Ed Bighead Bev Bighead George Wolfe Mr. Dupette Grandpa Wolfe Gladys Hippo                                                            | Main role Recurring role |
| 1996          | Project G.e.e.K.e.R.                          | Mr. Maston/Jake Dragonn/Gene Damage                                                                                                   | (4 episodios) "Noble Savage", "Smell of the Wild", "Nightmare Park", "Destruct Sequence"                                                                                               |
| 1996          | Quack Pack                                    | Hermit Príncipe Gaylord | "Duckleration of Independence" "Leader of the Quack" |
| 1996          | Cave Kids                                     | Bug | (1 episodio); "Beanstalk Blues" |
| 1996          | The Real Adventures of Jonny Quest            | Rawlings/Ladrón #2 | (1 episodio) "The Ballad of Belle Bonnet" |
| 1996          | Mighty Ducks                                  | Dr. Droid/Otto Maton | Personaje recurrente |
| 1996          | Tales from the Crypt                          | Smokey | "The Third Pig" |
| 1996–1997     | The Twisted Tales of Felix the Cat            | Felix the Cat/Aspiradora | Protagonista "Don't String Me Along" |
| 1994–1996     | Duckman: Private Dick/Family Man              | Sgt. Red Herring/Juan Jesus Maria Alsalas/Doctor                                                                                      | (3 episodios) "The Once & Future Duck", "Days of Whining & Neurosis", "Gland of Opportunity"                                                                                           |
| 1996          | The Spooktacular New Adventures of Casper     | "Three Boos & a Babe/The Whipstaff Inmates/Elusive Exclusive"                                                                         | |
| 1991–1996     | Captain Planet & the Planeteers               | Stalker Slaughter/Thylacine/Newt/Clawed Stalker/Piebald                                                                               | (5 episodios); "Twelve Angry Animals", "Five Ring Panda-Monium", "Horns a'Plenty", "Orangu-Tangle", "Population Bomb"                                                                  |
| 1995–1996     | The Mask: Animated Series                     | Pete | Personaje recurrente |
| 1995          | Beavis & Butt-Head                            | Mr. Adler | "Sexual Harassment", "Whiplash" |
| 1995          | The Shnookums and Meat Funny Cartoon Show     | Chafe | Protagonista |
| 1992–1995     | Capitol Critters                              | Jammet | Protagonista |
| 1995          | Santo Bugito                                  | Eaton Woode/Miguel | (2 episodios); "My Name is Revenge", "Load 'O Bees" |
| 1993–1994     | SWAT Kats: The Radical Squadron               | T-Bone/Chance Furlong/Murray | Protagonista; 23 episodios |
| 1993–1994     | Sonic the Hedgehog                            | Snively | Protagonista; 26 episodios |
| 1994          | Aladdin                                       | Mechanikles | Personaje recurrente; 7 episodios |
| 1994          | Yogi the Easter Bear                          | Paulie | Telefilm |
| 1994          | Cro                                           | Steamer/Mojo/Big Red | Personaje recurrente; 20 episodios |
| 1993–1994     | Bonkers                                       | Charles Quibble/Maggot/Additional Voices                                                                                              | Personaje recurrente; 14 episodios |
| 1989–1993     | ABC Weekend Specials                          | Street Pig/Mr. Funnybunny | (3 episodios) "P.J.'s Unfunnybunny Christmas", "The Monster Bed", "P.J. Funnybunny" |
| 1992–1993     | The Little Mermaid                            | Additional Voices | (2 episodios) "Tail of Two Crabs", "The Great Sebastian" |
| 1993          | Biker Mice from Mars                          | Corroder Cody | (1 episodio) "A Mouse & His Motorcycle" |
| 1993          | A Flintstone Family Christmas                 | Telefilm | |
| 1993          | Wild West C.O.W.-Boys of Moo Mesa             | (1 episodio) "Circus Daze" | |
| 1993          | Marsupilami                                   | | |
| 1993          | 2 Stupid Dogs                                 | Greg | "Greg" |
| 1993          | Droopy: Master Detective                      | Dripple Screwball Squirrel Lightning Bolt the Super Squirrel                                                                          | Main role Recurring role |
| 1993          | Mighty Max                                    | Ernie | (1 episodio); "The Brain Suckers Cometh! |
| 1993          | Family Dog                                    | (2 episodios); "Enemy Dog", "Show Dog"                                                                                                | |
| 1990–1994     | Tom and Jerry Kids Show                       | Dripple Lightning Bolt the Super Squirrel                                                                                             | Main role Recurring role |
| 1991–1992     | Darkwing Duck                                 | Major Trenchrot Andy Ape Newscaster Mr. Mikey/Cute Little Lost Bunny                                                                  | "Apes of Wrath" "Film Flam" "Fraudcast News" "Malice's Restaurant" |
| 1990–1995     | Tiny Toon Adventures                          | Buster Bunny Roderick Rat Grovely Yosemite Sam                                                                                        | Main role Recurring role Recurring role "The Wide World of Elmyra" |
| 1992          | Goof Troop                                    | Street Theater Teacher Ghost/Workers Magician's Hat Igor                                                                              | "Close Encounters of the Weird Mime" "Hallow-Weenies" "Talent to the Max" "Frankengoof"                                                                                                |
| 1992          | Defenders of Dynatron City                    | Dr. Mayhem | TV short |
| 1992          | Super Dave: Daredevil for Hire                | Voces adicionales | |
| 1991          | Yo Yogi!                                      | Voces adicionales | Personaje recurrente; 9 episodios |
| 1991          | Star Street: The Adventures of the Star Kids  | | |
| 1991          | ProStars                                      | Voces adicionales | |
| 1990–1991     | TaleSpin                                      | Mad Dog | Recurring role |
| 1990          | Pretty Piggies                                | Muskrat McToady | Recurring role; 5 episodios |
| 1990          | Midnight Patrol: Adventures in the Dream Zone | Unknown Character/s | Recurring role; 13 episodios |
| 1988–1990     | A Pup Named Scooby Doo                        | Mr. O'Greazy Gus Dr. Croaker/Wendel McWendel Grady Laurence Lenny Lipner/Purvis Parker Zombo the Clown/Joe Jipner Bigwig/Crusty Baker | Recurring role "The Schnook Who Took My Comic Book" "Lights...Camera...Monster" "The Spirit of Rock 'n Roll" "Terror, Thy Name is Zombo" "Horror of the Haunted Hairpiece"             |
| 1990          | Gravedale High                                | Voces adicionales | |
| 1990          | The Wizard of Oz                              | León cobarde | Protagonista |
| 1990          | The Yum Yums: The Day Things Went Sour        | Telefilm | |
| 1990          | Timeless Tales from Hallmark                  | Ugly Duckling | "The Ugly Duckling" |
| 1989          | The Further Adventures of SuperTed            | Voces adicionales | |
| 1989          | Camp Candy                                    | Recurring role; 10 episodios | |
| 1989          | Blondie & Dagwood: Second Wedding Workout     | Willard | Telefilm |
| 1986–1989     | The Real Ghostbusters                         | Sandy Van Sanders/Genie/Newspaper Boy                                                                                                 | (1 episodio acreditado); "Partners in Slime"; (2 episodios no acreditado) "Egon on the Rampage", "Janine's Genie"                                                                      |
| 1989          | The Karate Kid                                | Additional Characters | (1 episodio); "My Brother's Keeper" |
| 1989          | Hound Town                                    | Patton | Telefilm |
| 1989          | Paddington Bear                               | Paddington Bear | Protagonista |
| 1988–1989     | Slimer! And the Real Ghostbusters             | Rafael | Personaje recurrente; 6 episodios |
| 1989          | Star Street: The Happy Birthday Movie         | Telefilm | |
| 1988          | The New Yogi Bear Show                        | Director Sammy Baby Buffalo Billy | "Shine on Silver Screen" "Buffalo'd Bear" |
| 1988          | Christmas in Tattertown                       | Sidney the Spider | Telefilm |
| 1988          | Dino-Riders                                   | Hammerhead | Protagonista |
| 1987–1988     | Mighty Mouse: The New Adventures              | Bat-Bat / Moe / Witch | Recurring roles (8 episodios) |
| 1988          | The Adventures of Raggedy Ann and Andy        | Grouchy Bear | |
| 1986–1988     | The Flintstone Kids                           | Captain Caveman Jr. | Main role |
| 1987–1988     | BraveStarr                                    | Deputy Fuzz / Tex Hex / Museum Curator                                                                                                | recurring role (como Deputy Fuzz & Tex Hex); 42 episodios |
| 1988          | Yogi's Treasure Hunt                          | Greed Monster | "The Greed Monster" |
| 1985–1988     | Jem                                           | Eric Raymond / Techrat / voces adicionales                                                                                            | Recurring role (como Eric Raymond y Tech Rat); 29 episodios |
| 1987          | Little Clowns of Happytown                    | | |
| 1987          | 'Tis the Season to Be Smurfy                  | Natural 'Nat' Smurfling / Thief | Telefilm |
| 1987          | The Little Troll Prince                       | Stav | Telefilm |
| 1985–1987     | The Transformers                              | Silverbolt / Triggerhappy / Duros / Vorath                                                                                            | Recurring role; 22 episodios |
| 1987          | Pound Puppies (serie de televisión)           | Shadow Master | Personaje no acreditado; (1 episodio); "The Rescue Pups/Good Night, Sweet Pups" |
| 1987          | DuckTales                                     | Filler Brushbill / Pluck | (1 episodio); "Much Ado About Scrooge" |
| 1987          | Ultraman: The Adventure Begins                | Telefilm, acreditado como Charley Adler                                                                                               | |
| 1987          | The Little Wizards                            | Varios personajes | |
| 1986–1987     | My Little Pony 'n Friends                     | Spike / Woebegone | (5 episodios); "Spike's Search", "The Ghost of Paradise Estate: Part 1", "The End of Flutter Valley: Part 1", "The End of Flutter Valley: Part 6", "The End of Flutter Valley: Part 7" |
| 1987          | Sky Commanders                                | Kreeg | |
| 1986          | Inhumanoids                                   | George Landisburg / Man Dumping Toxic Waste                                                                                           | (2 episodios no acreditados); "Primal Passions", "Cypheroid" |
| 1986          | G.I. Joe: Arise, Serpentor, Arise!            | Low-Light | Telefilm |
| 1986          | G.I. Joe                                      | Low-Light/André Vélocité | Recurring role; 15 episodios |
| 1985–1986     | The Smurfs                                    | Natural 'Nat' Smurfling/Crying Smurfs/Future Smurfed                                                                                  | Recurring role (como Nat Smurfling); 6 episodios |
| 1986          | The Glo Friends                               | Excavator/Glo Bug/Dipper Duck | Recurring role |
| 1986          | Jem: Truly Outrageous                         | Eric Raymond/Zipper | Telefilm |
| 1985          | The GLO Friends Save Christmas                | Blanche's Scarf | Telefilm |
| 1985          | Pound Puppies (TV special)                    | Flack | Telefilm |
| 1985          | Rock 'n' Wrestling                            | Rowdy Roddy Piper | (1 episodio); "Ghost Wrestlers" |
| 1985          | My Little Pony: Escape from Catrina           | Spike | Telefilm |
| 1984          | My Little Pony                                | Spike/Woodland Creatures | Telefilm |

### Videojuegos
| Año  | Título                                                    | Función | Notas                                                                                           |
| ---- | --------------------------------------------------------- | --- | ----------------------------------------------------------------------------------------------- |
| 2013 | Héroes de maravilla                                       | Super-Skrull |                                                                                                 |
| 2013 | Disney Infinidad                                          | MODOK | [ 7 ]                                                                                           |
| 2013 | Regresos de relámpago: Fantasía Final XIII                | Voces adicionales |                                                                                                 |
| 2011 | Fantasía final XIII-2                                     | Voces adicionales |                                                                                                 |
| 2011 | Maravillarse Super Equipo de Héroe: Combate de Cómic      | Dr. Hado |                                                                                                 |
| 2011 | Maravillarse Super Equipo de Héroe On-line                | El señor Fantástico/Daredevil/Dr. Agente/de Patriota de Hierro/Extraño Venom/Sasquatch/Wonderman/Sentry/Dr. Hado/Pulpo de Dr./de Cráneo Rojo/Annihilus/Wendigo |                                                                                                 |
| 2011 | Maravillarse vs. Capcom 3: Destino de Dos Mundos          | Super-Skrull |                                                                                                 |
| 2010 | Maravillarse Super Equipo de Héroe: La Infinidad Gauntlet | Dr. Hado |                                                                                                 |
| 2010 | Caminata de estrella On-line                              | Embajador S'taass | recurring Carácter, con aspectos en liberaciones de contenido nuevas múltiples a través de 2014 |
| 2009 | Maravillarse Super Equipo de Héroe                        | Dr. Hado/Sabretooth |                                                                                                 |
| 2009 | Transformadores: Venganza del Caído                       | Starscream/Sunstorm |                                                                                                 |
| 2009 | Madworld                                                  | Jude el Dude/Frank/Killseeker Un |                                                                                                 |
| 2006 | Red de historieta que Corre                               | Pollo/de vaca/Tipo Rojo/yo.R. Mandril |                                                                                                 |
| 2005 | Ty 3: Noche del Quinkan                                   | Redback Russ |                                                                                                 |
| 2002 | Tierra & Más allá                                         | Gratis August Var |                                                                                                 |
| 2002 | "Tom y Jerry en Guerra del Whiskers"                      | Jerry, Quacker |                                                                                                 |
| 2001 | Nicktoons Corriendo                                       | Ickis |                                                                                                 |
| 2001 | Estúpido Invaders                                         | Candy Caramella |                                                                                                 |
| 2001 | Minúsculo Toon Aventuras: Defensores del Looniverse       | Buster Bunny | Unreleased                                                                                      |
| 2000 | Reinos olvidados: Baldur Puerta II - Sombras de Amn       | Kalah/Teos/Rielev |                                                                                                 |
| 2000 | Sacrificio                                                | |                                                                                                 |
| 2000 | Escapada de Isla de Mono                                  | Jumbeaux LaFeet/Mungle El Estudiante Pirata |                                                                                                 |
| 1999 | Planescape: Turmento                                      | Ignus |                                                                                                 |
| 1998 | Fallout 2                                                 | Harold |                                                                                                 |
| 1997 | Fallout                                                   | Harold |                                                                                                 |
| 1997 | Atómico Bomberman                                         | Atómico Bomberman |                                                                                                 |
| 1997 | Clayfighter 63 1/3                                        | Dr. Klin/T-Hoppy |                                                                                                 |
| 1996 | Dragones abrasadores                                      | El Pied Pescador/de Hunter/de la Piper |                                                                                                 |
| 1996 | Nickelodeon 3D Película Fabricante                        | Ickis |                                                                                                 |

### Papeles en directo
| Año  | Título                                                  | Función                   | Notas                                                                      |
| ---- | ------------------------------------------------------- | ------------------------- | -------------------------------------------------------------------------- |
| 2013 | Sé Que Voz                                              | Él                        |                                                                            |
| 2013 | Wacky Delly Vivo                                        | Él                        | DVD featurette                                                             |
| 2012 | Una Mirada Detrás de las Escenas de G.Yo. Joe Renegades | Él                        | DVD featurette                                                             |
| 2011 | Caliente en Cleveland                                   | Director                  | (2 episodios); "me Encanta Lucci: Parte Un", "me Encanta Lucci: Parte Dos" |
| 2009 | Despertar                                               | Sacerdote                 |                                                                            |
| 2002 | No Prom para Cindy                                      | Cindy                     |                                                                            |
| 1988 | thirtysomething                                         | Mister Apretón Auditioner | (1 episodio); "Competición"                                                |
| 1986 | El Redd Foxx Espectáculo                                | Rita/Ralph                | (2 episodios); "Mi Valentine Graciosa", "Instituto Blues"                  |

## Premios y nominaciones
- Premio Helen Hayes al mejor actor (1985) - Torch Song Trilogy

- Premio Dramalogue al mejor actor (1996) - There Used to Be Fireflies

- Premio Dramalogue por diseño de decorados (1996) - There Used to Be Fireflies

- Nominación a Premios Annie por su impecable doblaje en una producción animada para televisión (1999) por el doblaje de Cow en Cow and Chicken.

- Nominación a premio Annie (2000) por Cow en Cow and Chicken.

- Palm Springs International Festival of Short Films. Premio al mérito por el jurado (2002) por el papel de Cindy en No Prom for Cindy.

- Premio Emmy Daytime por dirección de diálogos en Outstanding Children's Animated Program (2003) - Rugrats

- En Behind the Voice Actors, Adler es elegido como mejor voz por Buster Bunny, Super-Skrull, MODOK, Mojo, Cobra Comandante, Abajo-Ligero, Acosador, y Sunstorm.[8]